# 芭芭拉·昂德希尔
芭芭拉·昂德希尔（英語：Barbara Underhill，1963年6月24日—），加拿大女子花样滑冰运动员。她曾代表加拿大参加世界花样滑冰锦标赛，获得一枚金牌和一枚铜牌。她也参加了1980年和1984年冬季奥运会。